# Motmot de Trinidad
El motmot de Trinidad (Momotus bahamensis) és una espècie d'ocell de la família dels momòtids (Momotidae) que habita els boscos de Trinitat i Tobago.